# Chique de Bavay
La chique de Bavay est une friandise élaborée à Bavay.

## Confection
Les bonbons sont fabriqués à partir de sucre de betterave, mélangé dans une cuve à plus de 100 °C.
La chique de Bavay a une forme de coussin carré bombé sur une face. Elle est de couleur brune comme la babelutte de Lille et parfumée à la menthe comme la bêtise de Cambrai.

## Histoire
Une histoire, peut-être ne s'agit-il que d'une légende, raconte qu'en 1815, à la suite de la défaite de Waterloo, un soldat napoléonien blessé est accueilli par une famille paysanne de Bavay. Or, les paysans remarquèrent tout de suite la bonne denture du grognard, qui normalement déchirait avec ses dents les bouchons des charges de plomb des armes. Ce dernier leur dit qu'il chiquait régulièrement des bonbons qu’une dame de sa famille lui avait fabriqués et envoyés,. On dit qu'en suçant ces fameux bonbons, le plomb coincé dans les dents se détachait tout seul et que cela protégeait le militaire du saturnisme.
En 1875, Favier Fortin décide de faire un bonbon à la menthe à la suite de cette anecdote : les chiques de Bavay.
En 1922, la marque chique de Bavay est déposée.